# Guru Jára
Jaroslav Dobeš (* 4. ledna 1971 Příbram), známý pod jménem Guru Jára, mistr Jahra nebo také Óm nadsamec či guru Anahdán, je český duchovní mistr tantry, výtvarník, fotograf, spisovatel duchovní literatury a zakladatel esoterické školy Poetrie, který byl od roku 2014 stíhán pro znásilnění svých klientek společně se svou spolupracovnicí Barborou Pláškovou, která Dobešovi pomáhala. Sexuální akt na klientkách vykonával údajně z terapeutických důvodů jako takzvané „odháčkování“, jež mělo odstranit „háčky“, které v nich měli zanechat dřívější sexuální partneři. V roce 2015 byl zadržen na Filipínách a umístěn do deportační vazby. V srpnu 2023 byl přes Tchaj-pej převezen do pražské věznice. Mimo jiné se Dobeš na Filipínách oženil se svou bývalou studentkou, která ho do té doby navštěvovala.

## Osobní život
Jaroslav Dobeš podle svého životopisu v roce 1989 emigroval do Itálie, kde údajně dosáhl stavu utkrānti – duchovního cíle Šivaismus . Cestoval rovněž po světě a nejčastěji se zdržoval v Dolomitech, Provence, Severní Indii a v Egyptě, kde údajně měl roku 1995 v Menkaureově pyramidě získat nejvyšší egyptské „zasvěcení". Stejně jako o egyptském zasvěcení, i o dalších cestách a setkáních není možné potvrdit pravdivost Dobešových tvrzení.

## Aktivita
Jako duchovní učitel vystoupil na veřejnost v roce 1996, kdy započal své působení v rámci přednášek a seminářů. Nejviditelnější byl na veřejnosti v letech od začátku svého působení až do roku 2007, kdy vydával časopis Poetrie, distribuoval knihy a CD, pořádal různá setkání v čajovnách nebo esoterických festivalech, či se jich účastnil. Také došlo k založení ateliérů (např. studio Dobara, Ateliér ženské duše, Ateliér D), „kláštera“ Kitak v Odrlicích u Olomouce či duchovní školy Poetrie (2010). Ač byla činnost Dobeše i jeho společenství proměnlivá, největší zájem vzbudila již zmíněná esoterická škola Poetrie snažící se organizačně přiblížit běžné vysoké škole. V současné době se jeho příznivci snaží o zprostředkování nauk Guru Járy sami pomocí různých workshopů, seminářů, knih, apod.

## Kauza
Na jeho případ poprvé v médiích upozornil redaktor časopisu Reflex Jiří X. Doležal v roce 2011. Policie Jaroslava Dobeše sledovala od roku 2007 pro podezření z pohlavního zneužití žákyň.
Jak popsal Ivan Štampach; „Kauzy Guru Járy mají silný lidskoprávní náboj. Jde vlastně o spor mezi ochranou práv žen, které byly podle rozsudku znásilněny, a tedy o ochranu jejich integrity na straně jedné a svobodou náboženských projevů, na něž se odvolává Dobeš a jeho spolupracovnice Barbora Plášková (* 1974), na straně druhé”. 
Frekventantky školy Poetrie a dalších Dobešových kurzů vybírány a tříděny podle fyzického vzhledu na tzv. áčka, béčka a céčka. Do kategorie A měly spadat především mladé, štíhlé, modrooké blondýny. Do kategorie B mladé plnoštíhlé ženy a ženy s tmavýma očima a do kategorie C ženy starší a taktéž silnější. Tato selekce byla odůvodňována myšlenkou, že mladší a přitažlivější lidé mají jemnější duchovní energii a jsou vhodnější pro její kultivaci. Dobešovy kurzy a přednášky navštěvovali také muži. Výuka mužů a žen probíhala někdy odděleně a náplň kurzů se lišila.
V rámci školy Poetrie, seminářů, přednášek a jiných akcí nabízel ženám léčebnou metodu, kterou údajně může provést jako jeden z mála zasvěcených tantriků na světě, tzv. „odháčkování”. Háčky v nich měly zanechat jejich předešlí sexuální partneři, bránící jim v proudění ženské energie a dalším duchovním růstu a osobním rozvoji. Ženám však nebyly známy podrobnosti, jak „odháčkování” probíhá. Poškozené ženy byly vybrané Dobešem (většinou pohledné, mající problémy v partnerských vztazích) a přivedeny k němu. Pod vedením Pláškové se dívky podrobily ve spodním prádle dechovým cvičením, které vedly k hyperventilaci a často v důsledku kombinace s nedostatkem spánku, stravy, dehydratace a stresu se tak nezmohly k ovládání svého těla a vyjádření nesouhlasu (ústně či fyzicky) vůči souloži, kterou na nich Dobeš vykonal.

## Trestní stíhání
Zlínský soud v roce 2014 nepravomocně odsoudil Pláškovou k 9 rokům a 6 měsícům a Dobeše k 10 letům vězení, o půl roku vyšší trest si vysloužil za pomluvu doktorky, která měla údajně podle Dobeše zavinit smrt několika pacientů, čímž byly rozšířené nepravdivé údaje, po kterých nakonec doktorka musela změnit zaměstnání. Soud dále dospěl k závěru, že „jednání obou obžalovaných je společensky vysoce nebezpečné, neboť bylo plánované, promyšlené, obžalování trestnou činnost realizovali v průběhu téměř tří let, prokazatelně vůči osmi poškozeným, kdy u třech z nich způsobili závažné a v podstatě doživotní poškození zdraví v oblasti psychiky”. Následně byl rozsudek Vrchním soudem v Olomouci zrušen díky obhájcům obžalovaných.
Po odvolání vrchní soud trest zrušil a zlínský soud Dobeše následně v roce 2018 nepravomocně odsoudil na 7 roků a 6 měsíců za znásilnění 6 žen.
Nejnovější rozsudek zlínské pobočky Krajského soudu v Brně proběhl 31. března 2020, „který se týkal další skupiny žen, které měly být poškozeny jeho praktikami v roli Guru Járy."

## Žádost o náboženský azyl na Filipínách
Média 18. května 2015 upozornila na zadržení Dobeše i Pláškové imigračními pracovníky, které proběhlo v pátek 15. května v Dapa v Surigao del Norte na Filipínách. Tiskový mluvčí Policejního prezidia David Schön tehdy uvedl, že o deportaci (navrácení) Dobeše i Pláškové zpět do České republiky se snaží Úřad služby kriminální policie a vyšetřování Policejního prezidenta, zatím však neúspěšně. Ministerstvo zahraničí dále potvrdilo, že oba požádali o náboženský azyl, zatím jim však nebyl potvrzen. Mezitím se nacházeli v imigračním detenčním zařízení v Manile a byli stíhaní jako uprchlí. O vydání české a filipínské úřady mezitím stále jednaly. Dobeš, který se vydání do ČR bránil všemi dostupnými prostředky včetně ústavní stížnosti, byl nakonec deportován do vlasti 10. srpna 2023, tedy po více než osmi letech od zadržení. V Česku měl být 5,5 roku vězněn za znásilnění. Do Česka se v srpnu 2023 vrátila i Plášková. Později téhož roku byli ale oba propuštěni na svobodu, protože si podle soudů dostatečně odpykali trest ve filipínské vazbě.

## Další vývoj a ohlas v médiích
Také Náboženský infoservis informoval o celé kauze, když shrnul celý dosavadní vývoj.

## Snaha o náboženskou registraci
Příznivci v reakci na stíhání Guru Járy požádali v polovině roku 2015 o registraci Cesty Guru Járy (zkráceně CGJ) jako náboženské společnosti, která byla ovšem po opakovaných pokusech jeho příznivců zamítnuta Ministerstvem kultury ČR. Snaha o potvrzení CGJ jako náboženské společnosti by Dobešovi i Pláškové zvýšilo šanci na uznání náboženského azylu a v případě uznání by nemuseli být vydáni zpět do České republiky k trestnímu stíhání. Žádost byla podána podle zákona o církvích a náboženských společnostech č. 3/2002 Sb. Příznivcům guru Járy se podařilo sehnat více než 300 podpisů, což je jedna ze zákonem stanovených podmínek pro potvrzení náboženské společnosti, mnoho z nich však nemohlo být uznáno, kvůli pochybnosti o jejich pravosti. Další pochybnost byla vznesena ohledně výdělečnosti.

## Odraz v kultuře
Soudní spory týkající se Guru Járy se výrazně odrazily v české populární kultuře. Ve značně pozměněné podobě je reflektuje epizoda „Guru” ze seriálu Život a doba soudce A. K. (2017, postavu guru Michaela inspirovanou Guru Járou ztvárnil Vladimír Polívka) a samostatný televizní seriál Guru (2022, roli guru Marka Jaroše inspirovanou Guru Járou ztvárnil Vojtěch Kotek).
Slovenská kapela Heleniny oči, pověstná svými humornými skladbami a videoklipy protkávanými satirou, nahrála o Dobešovi píseň s názvem „Guru Jára”.

### Životopisy Guru Járy napsané jeho žáky
- SVĚTLOVSKÁ, Dagmar. Guru JáRa: evangelium podle Daore. V Praze: Bondy, 2017. 175 s. ISBN 978-80-88073-01-7.
- HLAVINKA, Pavel. Evangelium Guru Járy podle Pavla: svědectví o duchovní cestě člověka k Pravdě a poznání Boha díky setkání s Guru Járou. Vydání první. vyd. Olomouc: Nirvana Tree z.s, 2020. 600 s. ISBN 978-80-907039-4-0.